# Liste der Monuments historiques in Payns
Die Liste der Monuments historiques in Payns führt die Monuments historiques in der französischen Gemeinde Payns auf.

## Liste der Objekte
| Bezeichnung               | Beschreibung                                         | Standort                                     | Kennzeichnung | Schutzstatus | Datum | Bild |
| ------------------------- | ---------------------------------------------------- | -------------------------------------------- | ------------- | ------------ | ----- | ---- |
| Pietà                     | Kalkstein, farbig gefasst, Ende des 16. Jahrhunderts | in der Kirche Assomption-de-la-Vierge (Lage) | PM10001454    | Classé       | 1913  |      |
| Skulptur Madonna mit Kind | Kalkstein, farbig gefasst, 16. Jahrhundert           | in der Kirche Assomption-de-la-Vierge (Lage) | PM10001453    | Classé       | 1908  |      |